# La ciencia y la técnica en el descubrimiento de América
La ciencia y la técnica en el descubrimiento de América és una obra de l'historiador i matemàtic Julio Rey Pastor, publicada en castellà l’any 1945, a Buenos Aires, per l’editorial Espasa-Calpe. Tracta, encara que 28 anys abans, temes semblants als tractats al llibre de López Piñero El arte de navegar en la España del Renacimiento.
En aquest llibre, Rey Pastor analitza el paper de la ciència i la tècnica en el descobriment d'Amèrica, amb especial atenció a les contribucions de disciplines com la geografia, la cartografia, la nàutica i la cosmografia, determinants per a la realització d'expedicions transoceàniques, com la de Cristòfor Colom, a qui Rey Pastor considera un home de ciència, tenint en compte el que s'entenia en la seva època per «home de ciència». L’obra revisa la situació científica anterior al descobriment i l’evolució de les tècniques de mesura de la latitud i de representació geogràfica, destacant com aquestes innovacions van permetre afrontar els reptes de la navegació de l’època. Insisteix en l'enorme desproporció entre els  magnífics resultats dels descobridors i la pobresa de mitjans de què disposaven.
El llibre posa en relleu el paper capdavanter de la ciència espanyola durant el segle d'or, destacant els seus avenços en diversos camps, i ofereix una resposta a la llegenda negra, amb l’objectiu de reconèixer les aportacions espanyoles al progrés científic europeu. Amb un enfocament alhora rigorós i divulgatiu, el llibre ha estat reconegut pel seu impacte en l’estudi de la ciència aplicada a la navegació i a l’exploració geogràfica. I el catedràtic de la Universitat de Sevilla Antonio de Castro Brzezicki diu que és un llibre «de lectura deliciosa».
Segons Rey Pastor, els coneixements científics i tecnològics, tot i ser rudimentaris, van tenir un paper fonamental en l’èxit del descobriment d’Amèrica. El pensament tècnic de l’època es va veure influït pel llegat de figures com Fibonacci, qui va introduir el sistema numèric indoaràbig a Europa, i Roger Bacon, defensor de l’experimentació com a base del coneixement científic. Aquests sabers van fer possible el descobriment i, alhora, van impulsar el desenvolupament de la ciència, posant en evidència la importància de la tècnica en aquest procés històric.
Aquesta visió ha estat compartida per pensadors com Gaston Bachelard i reforçada per figures com Alexander von Humboldt. Aquest enfocament permet una revaloració de Colom com a observador curiós i sistemàtic de la natura, tal com reflecteixen les seves anotacions. S’hi aprecia també el pas d’una ciència qualitativa aristotèlica a una ciència renaixentista fonamentada en l’observació, la mesura i la verificació, que després seguirien científics com Galileu, Kepler i Newton.
L'obra destaca figures com l’infant Enric de Portugal, que va contribuir al desenvolupament de la geografia i les exploracions per la costa africana. També s'hi esmenta Martin Behaim, cosmògraf alemany que va confeccionar el primer globus terraqüi modern l’any 1492, malgrat errors com no incloure el descobriment del cap de Bona Esperança per Bartolomeu Dias.
No se'n coneixen edicions especials ni traduccions a altres idiomes. El mateix 1945 se'n va publicar una segona edició «millorada i corregida». Una tercera i una quarta edició van ser publicades el 1951 i el 1970, respectivament.